# Parc naturel de l'Our
Le parc naturel de l'Our est un parc naturel situé dans le Nord-Est du Luxembourg.

## Position
Le parc est situé dans le Nord-Est des Ardennes luxembourgeoises (Oesling), au tripoint entre la Belgique, l'Allemagne et le Luxembourg. Sur une surface de 420 km2 et avec environ 16 000 habitants, sept communes se sont associées pour concilier la protection de la nature et le développement économique de la région. Les communes membres sont Clervaux,  Kiischpelt, Parc Hosingen, Putscheid, Tandel, Troisvierges et Vianden.

## Paysage
Sur un territoire limité, le parc naturel offre une diversité impressionnante de paysages. Le Parc naturel de l’Our se caractérise par un vaste haut plateau avec des vallées étroites et romantiques qu’ont creusées dans la roche les rivières Our et Clerve, et leurs affluents. Des biotopes uniques, importants pour un grand nombre d’espèces de plantes et d’oiseaux ont pu être conservés dans les marais sur le haut plateau et à des endroits isolés des vallées fluviales.

## Tourisme
La région frontalière le long de la rivière Our est une destination idéale pour les amateurs de la randonnée, de la nature et de la culture. À côté des innombrables sentiers de promenade des offices du tourisme et des sentiers de grande randonnée nationaux et internationaux, il y a de sentiers thématiques qui permettent de découvrir la nature et le paysage uniques du Parc naturel de l’Our. En dehors des pistes cyclables nationales, le Parc naturel de l’Our propose également deux circuits cyclables. Deux parcs de marche nordique, l’un autour de Vianden et l’autre près de Clervaux, offrent plus de 70 kilomètres de pistes, repartis sur huit routes à différents degrés de difficulté. Au parc d’aventures de Vianden, on peut profiter des 60 postes d’escalade pour découvrir la forêt d’une autre perspective.
Le Parc naturel de l’Our est une région riche en châteaux : par exemple le château de Vianden, l’un des châteaux médiévaux les mieux conservés en Europe, qui trône solennellement au-dessus de l’Our. Une vue fascinante est également offerte par le château de Clervaux. Celui-ci abrite aujourd’hui l’exceptionnelle exposition de photos The Family of Man du photographe célèbre Edward Steichen. D'autres attractions sont les galeries de la mine de cuivre de Stolzembourg ou sur le sentier des passeurs près de Troisvierges.

## Histoire
En 1992, cinq communes (Heinerscheid, Hosingen, Putscheid, Vianden et Weiswampach) ont formé le syndicat intercommunal SIVOUR (Syndicat Intercommunal de la Vallée de l’Our). Cinq autres communes (Bastendorf, Consthum, Fouhren, Hoscheid et Munshausen) ont rejoint le syndicat au début de 1995. À la fin de l’année 1997, elles étaient suivies par les communes de Clervaux, Troisvierges et Wilwerwiltz. C’est au printemps 1994 que le SIVOUR a pris l’initiative en demandant au Ministère de l’Aménagement du territoire, qui était compétent en la matière, d’entamer la procédure en vue de la création d’un parc naturel (loi du 10 août 1993 relative aux parcs naturels). Après des années des études, le Parc Naturel de l'Our a été officiellement créé par le règlement grand-ducal du 9 juin 2005 (Mémorial A-92, p. 1676). Dans le cadre de la réorganisation territoriale, les communes membres Bastendorf et Fouhren ont fusionné et ont formé une nouvelle commune de Tandel, de même Wilwerwiltz et Kautenbach, qui ont créé la commune de Kiischpelt. Cependant, la commune de Weiswampach n'est pas membre du Parc Naturel. Fin 2011, les communes de Munshausen, Heinerscheid et Clervaux ont fusionné pour former la nouvelle commune de Clervaux, ainsi que Consthum, Hoscheid et Hosingen pour former la commune du Parc Hosingen.